# Anomalon fulvopedes
Anomalon fulvopedes är en stekelart som beskrevs av Wang 1982. Anomalon fulvopedes ingår i släktet Anomalon och familjen brokparasitsteklar. Inga underarter finns listade i Catalogue of Life.